# Guillermo Carbajo
Guillermo Carbajo Martínez (Pontevedra, Galicia, 29 de octubre de 1986) es un actor español.

## Trayectoria
Comenzó en el mundo audiovisual con sólo doce años en la exitosa serie de TVG Pratos combinados, donde participaría interpretando el personaje de Roi Barreiro desde 1999 hasta el final de la serie en 2006. Tras esto interpretó en 2007 el papel de Martiño Bugallal en la serie diaria de TVG Valderrei.
Además ha participado en series como El final del camino para TVE y TVG, 'El internado para Antena 3, Matalobos para TVG y en largometrajes como Vacas, porcos e zapatos de tacón dirigida por Manuel Espiñeira, Sinbad de Antón Dobao o La piel que habito de Pedro Almodóvar.

## Teatro
- A Pensión (2009)
- Moito Conto (2011)
- Curriculum Vitae (2013)
- Amor flexible (2014)
- Roedores (2014)
- Noiteboa (2015)
- A Nena Que Quería Navegar (2016)
- A Canción do Elefante (2017)
- Contos do Recreo (2018)
- O mozo da ultima fila (2020)
- Un home con lentes de pasta (2021)
- #2Pilgrims (2022)
- Hamelin (2023)
- O pequeno poni (2023)

## Televisión
- Pratos combinados, 2000-2006 como Roi Barreiro
- Valderrei, 2007 como Martiño
- Matalobos, 2009 como Carlos
- El Internado, 2009 como Manuel
- Vacas, Porcos e Zapatos de Tacón, 2011 como Brais
- Maratón, 2013 como Youseff
- Pazo de Familia, 2015 como Berto
- El final del camino, 2017 como Marco
- Dorita´s Academy, 2018
- Cuéntame cómo pasó, 2019
- Los enviados, 2023[2] como Juez Trujillo

## Cine
- La piel que habito, 2011
- Sinbad, 2011
- El tirabeque, 2022

## Cortometrajes
- Habitación Dobre, 2000
- Una comedia bolchevique, 2008
- Instalación, 2010 como Froilán
- A residencia, 2010 como Santiago
- Un día normal, 2011 como Carlos
- Big Crunch, 2012 como Eidén
- El cocherito leré, 2013
- Sin motivo aparente, 2014 como Dani
- adiós, 2021